# Atrauli (Uttar Pradesh)
Atrauli ist eine Stadt im indischen Bundesstaat Uttar Pradesh.
Die Stadt ist Teil des Distrikts Aligarh. Atrauli hat den Status eines Nagar Palika Parishad. Die Stadt ist in 25 Wards gegliedert. Sie hatte am Stichtag der Volkszählung 2011 50.412 Einwohner, von denen 26.368 Männer und 24.044 Frauen waren. Hindus bilden mit einem Anteil von über 63 % die Mehrheit der Bevölkerung in der Stadt. Die Alphabetisierungsrate lag 2011 bei 55,52 %.
Die Stadt ist rund 25 km von der Distrikthauptstadt Aligarh entfernt, die für die Aligarh Muslim University bekannt ist.

## Persönlichkeiten
- Gulveer Singh (* 1998), Langstreckenläufer